# アルフォンソ・サルメロン

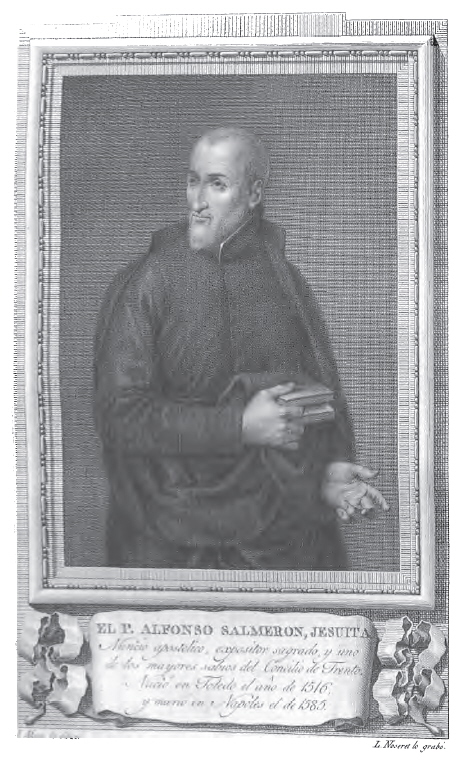
アルフォンソ・サルメロン

アルフォンソ・サルメロン（西：Alfonso Salmerón, 1515年9月8日 - 1585年2月13日）は、16世紀スペインのカトリック司祭・神学者・聖職者。イエズス会創立者の1人。

## 生涯
トレド出身。初めアルカラで学んだ後ディエゴ・ライネスと共にパリへ移り、パリ大学ソルボンヌ寮在学中の1533年にイグナチオ・デ・ロヨラと出会い魅了された。翌1534年8月15日にロヨラ・ライネスやフランシスコ・ザビエル、ピエール・ファーヴル、シモン・ロドリゲス、ニコラス・ボバディリャと共にモンマルトルの丘に登り7人で誓願を立て、イエズス会創立者の1人となった。
翌1535年に病気のためロヨラが一時離脱すると、指導代行のファーヴルについて勉強を続け、1536年11月に修士号を取得してパリを旅立ち、1537年1月にヴェネツィアでロヨラと再会した。それからローマへ行き、ローマ教皇パウルス3世から祝福を授けられ、ヴェネツィアへ戻った。若年のため6月24日に司祭に叙階された他のメンバーと違い司祭になれなかったが、同年のうちに叙階された。
ヴェネツィアでは今後の方針を話し合い、誓願を立てた聖地エルサレム巡礼が不可能になったため、北イタリアでそれぞれグループに分かれて説教活動することになり、パスカーズ・ブロエと一緒にシエナへ向かい慈善事業に励んだ。1541年9月にはパウルス3世の命令でブロエと共に教皇特使としてアイルランドへ移り、イングランド王ヘンリー8世に圧迫されつつあるアイルランドのカトリック教徒救援を図ったが実現しなかった。またパウルス3世の要請に応じたロヨラの指令でトリエント公会議にもファーヴル・ライネスと共に出席、ファーヴルの急死という予期せぬ事態はあったが、1546年と1551年に2度出席した公会議で学識と雄弁を駆使して出席者のイエズス会に対する好意を獲得した。
1551年、ナポリにイエズス会学校を設立し1555年まで在任、1558年にはナポリ管区長に任命されナポリの復興に尽くし1576年まで務めた。1561年にイエズス会総長代理にも選ばれヨーロッパのほとんどを巡回、16巻にもなる新約聖書注解書の著述（死後出版）など対抗宗教改革における有力者であり続けたが、ナポリの状況に苦慮、急増するイエズス会学校増設の要望に資金・人材不足の面から断り、本部に人材派遣を申し出たが断られている。1585年、ナポリで69歳で死去。